# Waldpark Mannheim

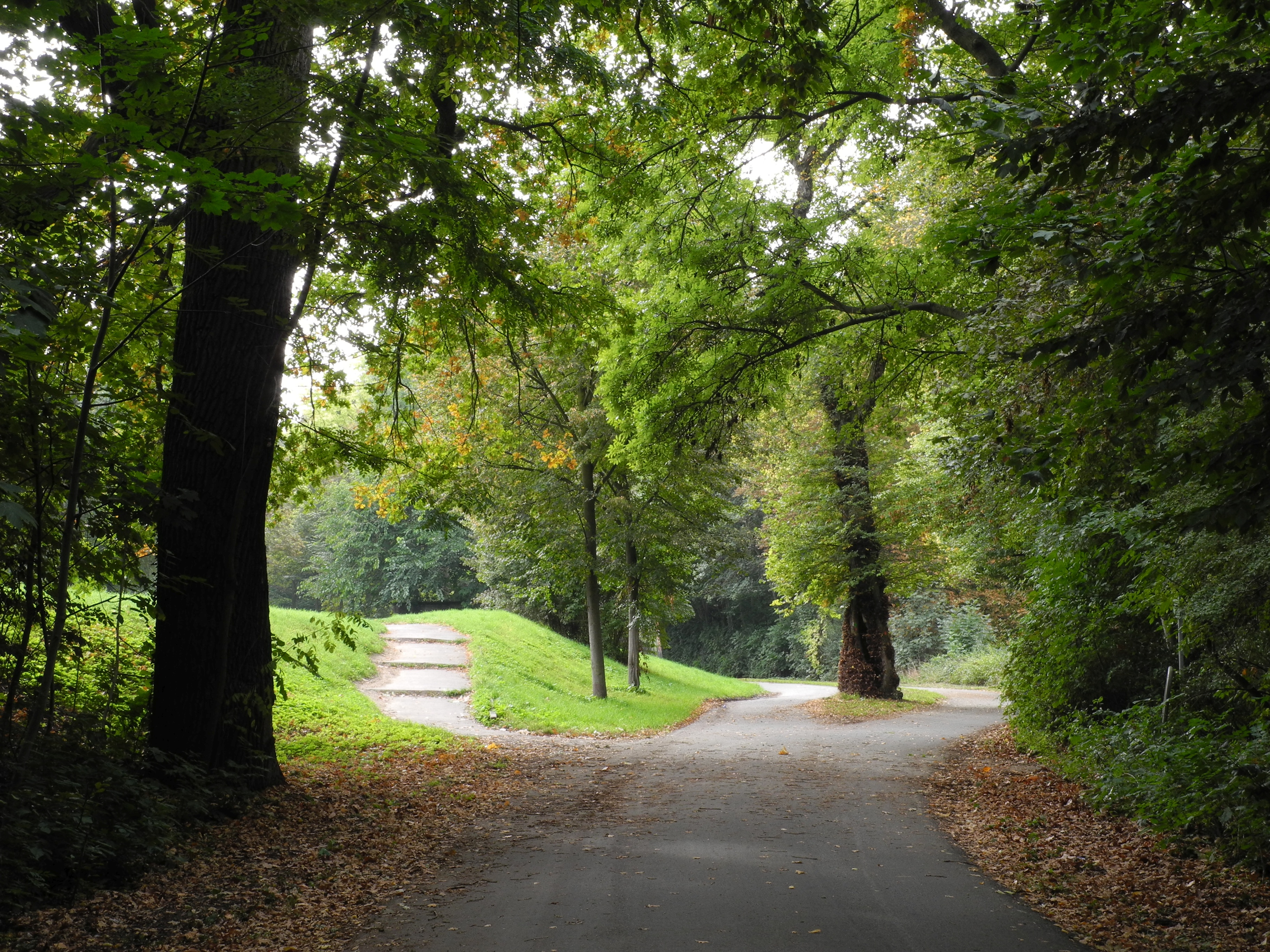
Promenadenweg, Fuß- und Radweg

Der Waldpark Mannheim ist ein naturnaher Erholungsbereich und Landschaftsschutzgebiet am Rhein im Südwesten der Stadt Mannheim in Baden-Württemberg. Im umgangssprachlichen, weiteren Sinne bezieht sich „Waldpark“ auf den gesamten bewaldeten Bereich dort, im engeren Sinne auf das Landschaftsschutzgebiet.

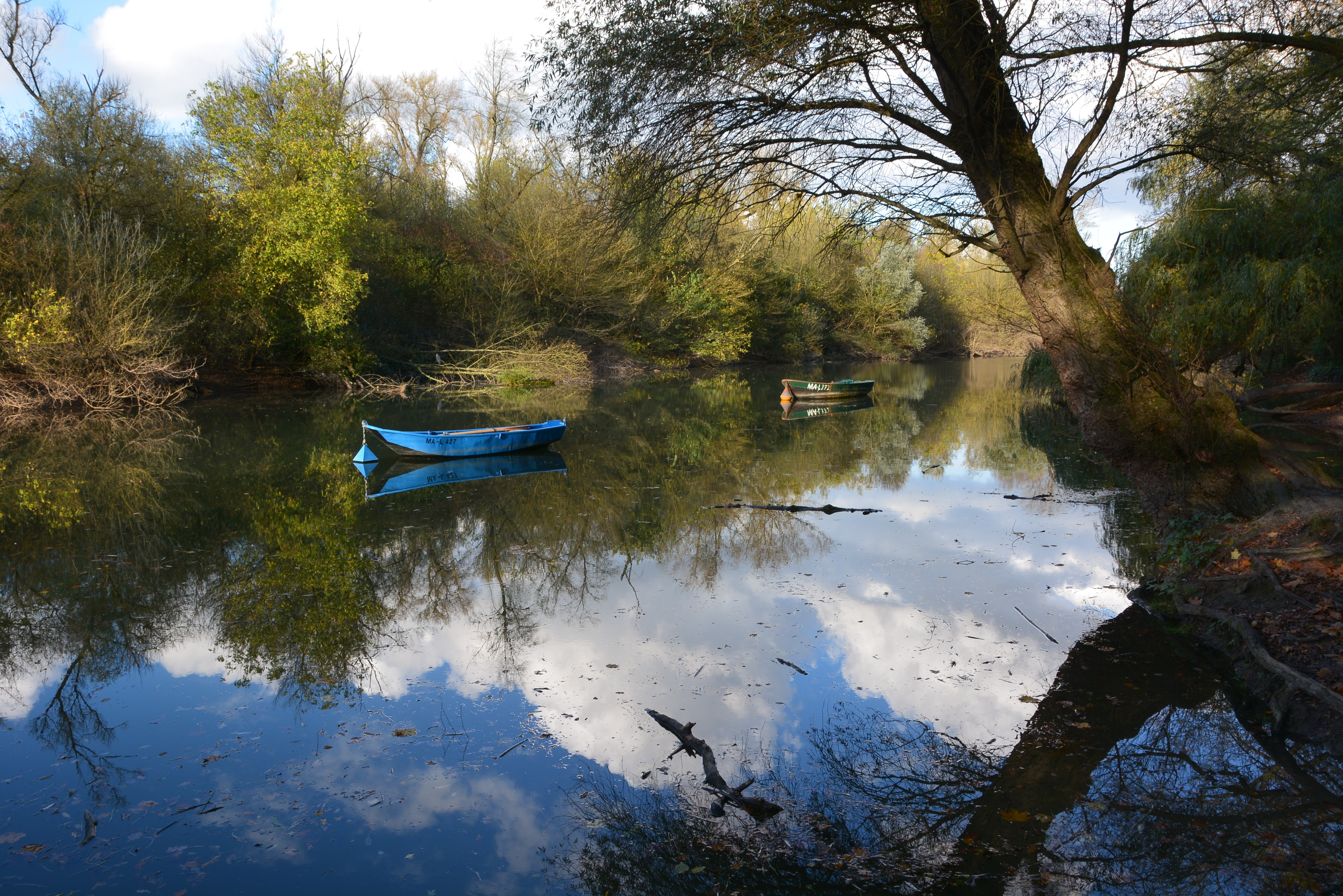
Am Ufer des „Bellenkrappen“, drüben die „Reißinsel“

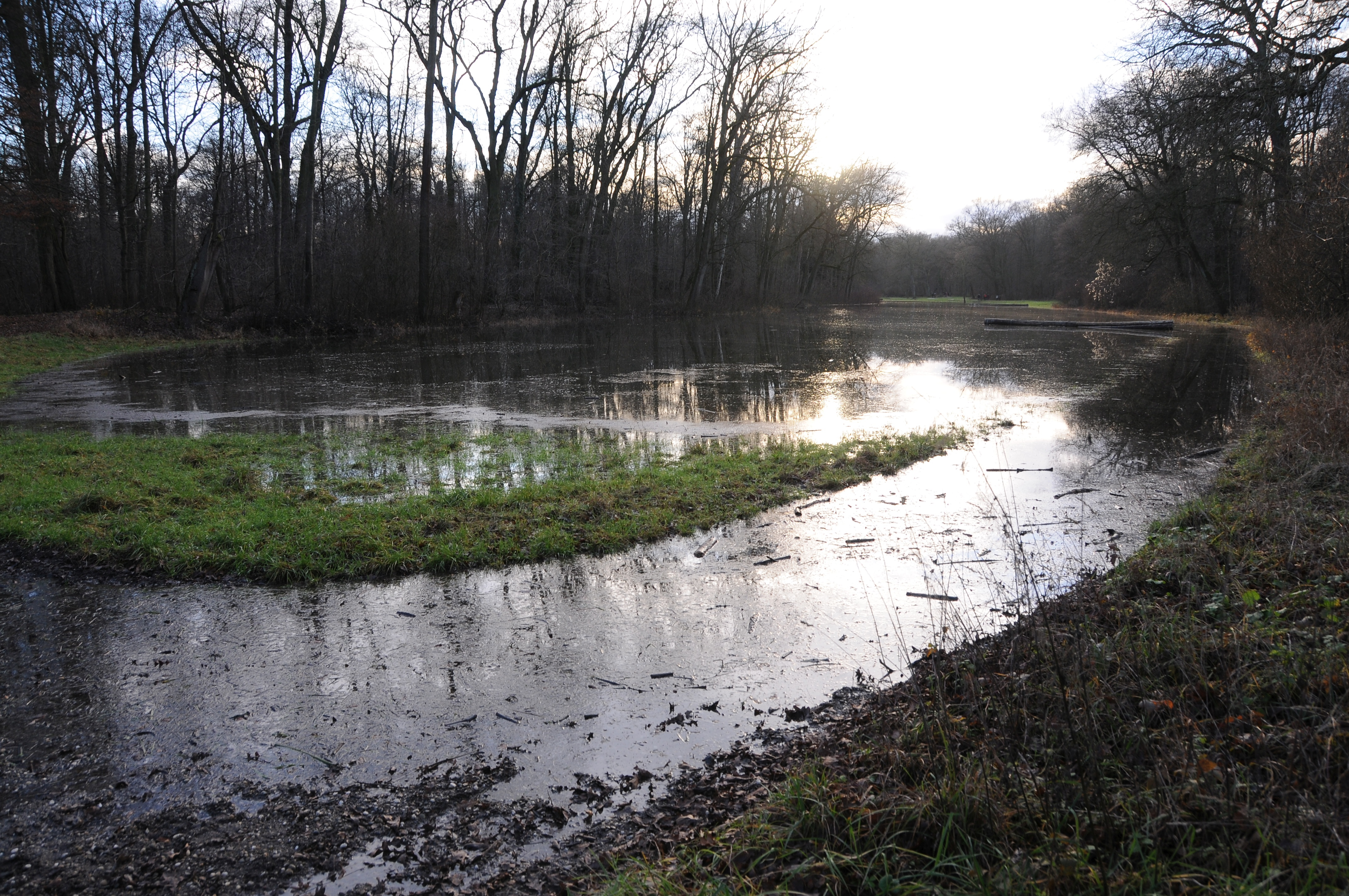
Wiese mit Druckwasser bei erhöhtem Rheinpegel

## Geographische Lage
Zu dem Landschaftsschutzgebiet „Waldpark“ mit einer Größe von ursprünglich etwa 167 Hektar gehören die Landschaftsteile Rheinpromenade, Waldpark, Strandbad und Schindkaut im Bereich eines Rheinbogens im Südwesten bzw. Westen der Mannheimer Stadtteile Lindenhof, Niederfeld und Neckarau. Es hat in Nord-Süd-Richtung eine Ausdehnung von etwa 3 km und in Ost-West-Richtung an der breitesten Stelle eine Ausdehnung von etwa 2,6 km.

## Räumliche Eingrenzung
Das Gebiet beginnt bei Rhein-km 417,245, nur wenig flussabwärts des Grosskraftwerks Mannheim, und verläuft von dort am Rhein entlang, vorbei am Naturschutzgebiet „Bei der Silberpappel“ und schließt dann das Strandbad mit ein bis Rhein-km 420,040, wo das Naturschutzgebiet „Reißinsel“ beginnt. Entlang der südlichen Grenze der eingezäunten Reißinsel verläuft das Gebiet zum Altrheinarm „Bellenkrappen“ („mit Pappeln bewachsener, gebogener Wasserarm“) und an dessen östlichem Ufer sowie danach am Rhein entlang bis Rhein-km 423,020 in Höhe der Emil-Heckel-Straße als nördlichstem Punkt. Von dort verläuft die östliche Grenze am Waldparkdamm nach Süden, anschließend entlang des Hochwasserdamms bis zum Kiesteichweg und danach auf dem Hochwasserdamm bis zum Ausgangspunkt am Rhein.

## Beschränkungen
Durch die Vorgaben des Landschaftsschutzes sind in dem Bereich alle Änderungen verboten, die „die Landschaft verunstalten oder die Natur schädigen oder den Naturgenuss beeinträchtigen.“ Dies schließt u. a. Errichten und Änderung von baulichen Anlagen, Verlegen von Leitungen, Ausgrabungen, Änderungen der Bodengestalt, Anlage oder Änderung von Wegen und Straßen, Zelten, wie auch Ablagerungen ein.

## Natura-2000-Gebiet
Seit Anfang 2006 ist der Waldpark Teil des Fauna-Flora-Habitat-Gebiets „Rheinniederung von Philippsburg bis Mannheim“ (FFH-Gebiet 6716-341) und seit 2010 Teil eines Vogelschutzgebiets. Als Teil des Natura-2000-Netzes unterliegt er dem länderübergreifenden Schutz gefährdeter wildlebender heimischer Pflanzen- und Tierarten und ihrer natürlichen Lebensräume.

## Erholungsraum

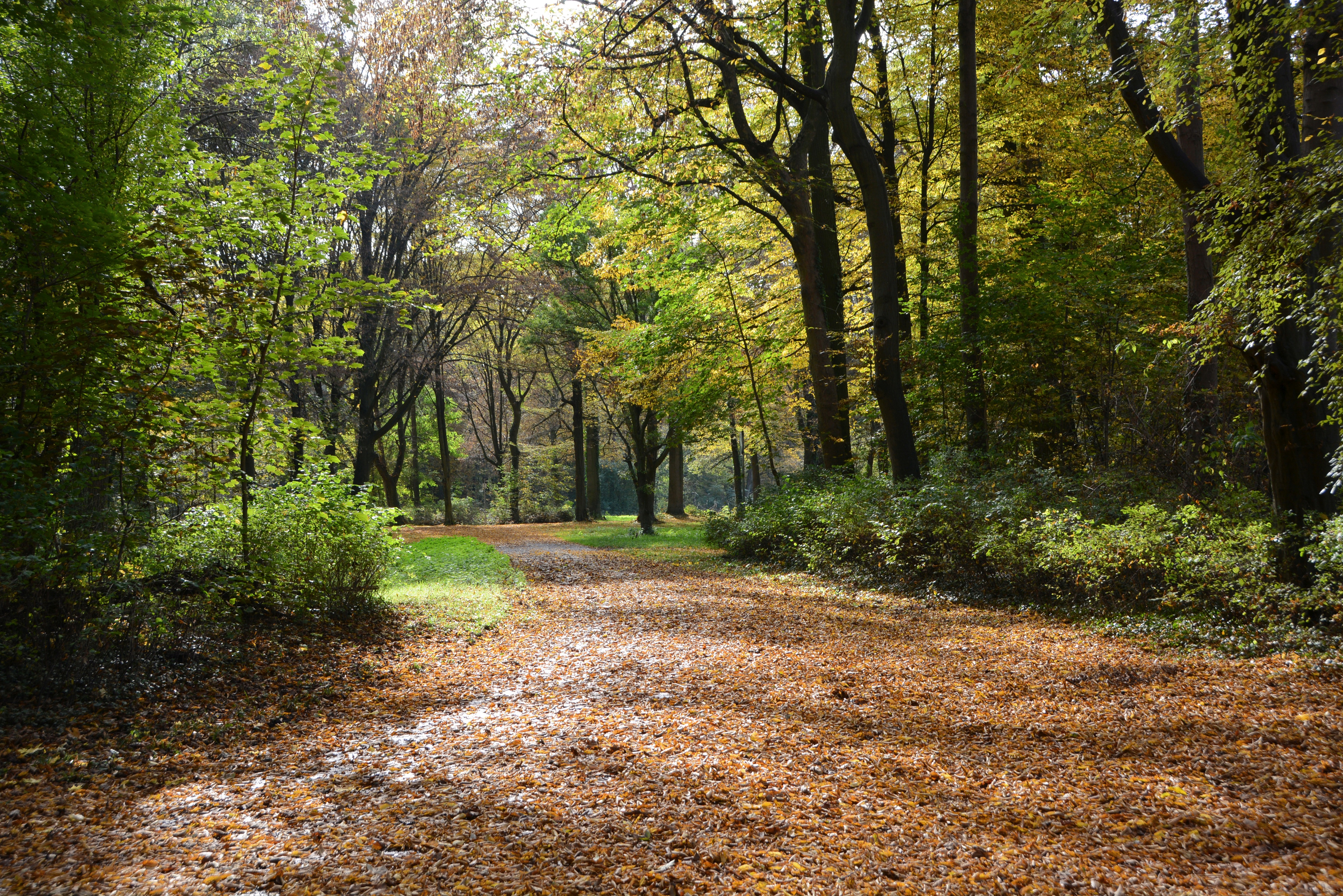
Strandbadweg, Fuß- und Radweg im Herbst

Im Volksmund wird das Gebiet, das die Schutzgebiete „Waldpark“, „Reißinsel“ und „Bei der Silberpappel“ umfasst, meist unter dem Oberbegriff als „Waldpark“ bezeichnet. Gemeinsam liegen sie in einer Rheinschlinge, für die kein baulicher Schutz vor Überschwemmungen durch Rhein-Hochwasser errichtet wurde. Dadurch findet ein natürlicher Austausch von Pflanzen und Tieren statt und führt zu einer besonderen Artenvielfalt in einem Auwald als Lebensraum.
Der Waldpark ist trotz seines naturnahen Charakters gut erschlossen mit zahlreichen Wegen für stadtnahe Erholung zu Fuß, einschließlich Sitzgelegenheiten und Ruheplätzen. Einige Wege sind auch für den Radfahrverkehr freigegeben. Daher wird der Waldpark gerne von Spaziergängern, Joggern wie auch zu Rad von Entspannungsuchenden genutzt und ist eines der beliebtesten stadtnahen Ausflugsziele. Durch den Waldpark führt auch ein Reitweg, ausgehend von einem in der Nähe gelegenen Reiterverein.
Obwohl das Baden im Rhein verboten ist, dient das Mannheimer Strandbad als beliebtes Ausflugsziel mit großer Liegewiese, ausgewiesener Grillzone und zwei Gaststätten. Das Strandbad war 1927 als kostenloser Badestrand in Betrieb genommen worden.

## Historisches

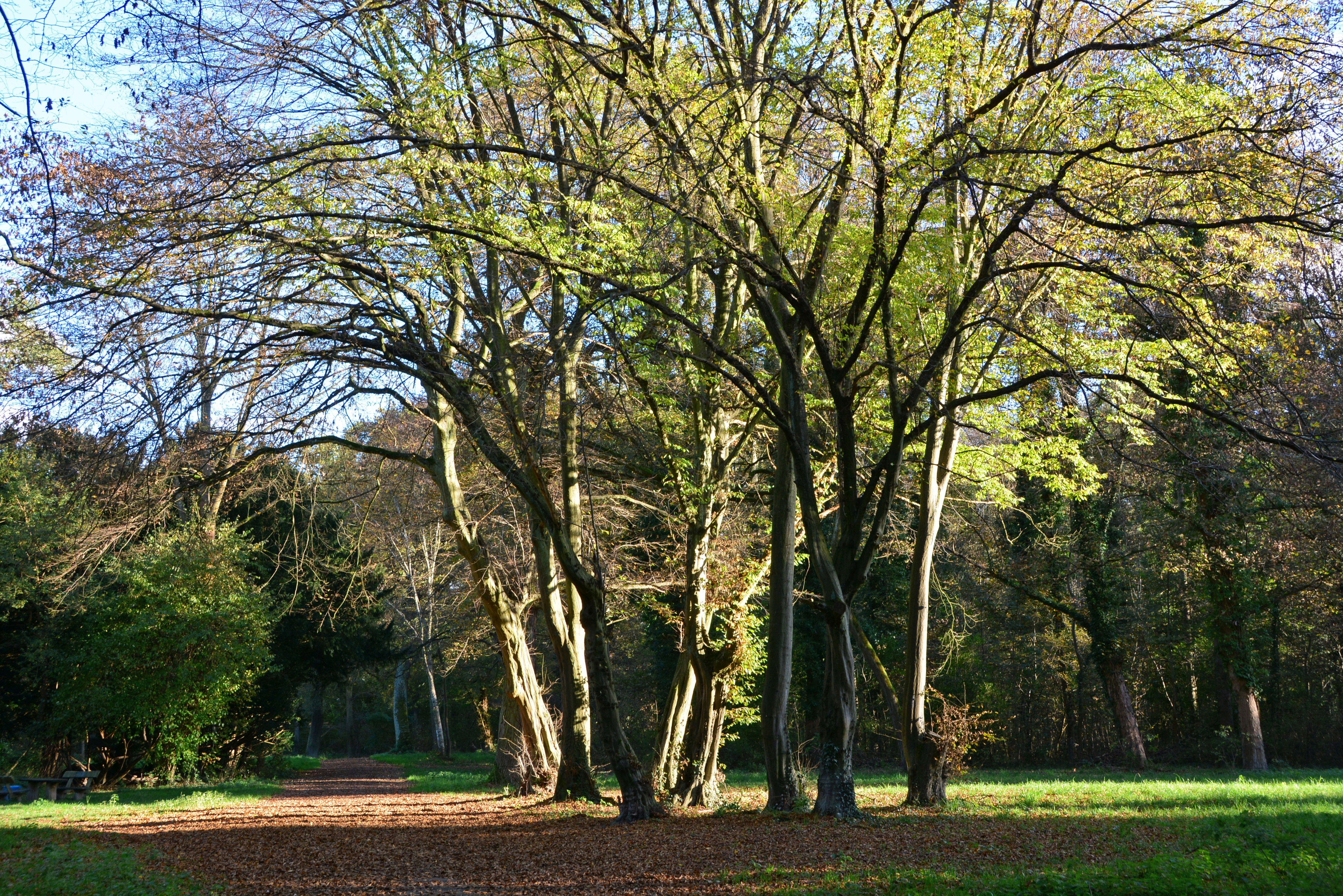
Am „Stern“, unweit des früheren Restaurants

Der Waldpark befand sich ursprünglich nicht in Mannheimer Besitz, sondern war Gemeindewald der noch selbständigen Gemeinde Neckarau, südlich von Mannheim. Der Neckarauer Wald umfasste nicht nur den Waldbereich im Rheinbogen, sondern zog sich lockerer bewaldet bis in die Nähe des Orts Neckarau und wurde dort als „Busch“ bezeichnet. Bereits 1798 wurde ein Verbot erlassen, Holz ohne Genehmigung zu fällen. Anfang des 19. Jahrhunderts erfolgten aber größere Abholzungen, um Kriegsschulden zu bezahlen und Faschinen für wasserbauliche Maßnahmen zu gewinnen. Außerdem war ein Rheindurchstich in Planung – ein Vorhaben, das nach Bedenken Preußens 1832 schließlich aufgegeben wurde. Nachdem der Ertrag für Ackerbau als günstiger eingeschätzt wurde, wurde zunächst der „Stollenwörth“ und später auch das „Rottfeld“ (gerodetes Feld) abgeholzt. So verblieb in etwa der noch heute bewaldete Bereich.
Die Stadt Mannheim zeigte bereits ab etwa 1870 großes Interesse am Neckarauer Wald als Erholungsgebiet für ihre Bewohner. Neckarau gestattete Mannheim, Bänke auf eigene Kosten aufzustellen. Nach der Eingemeindung Neckaraus (1899) erfolgte 1905 die Namensänderung zu „Waldpark“, zumal durch Auslichtungen und Rodungen große Wiesenflächen entstanden waren.
Das Parkkonzept wurde weiter verfolgt. Im Jahr 1911 ging am zentralen Punkt des Waldparks das Restaurant „Stern“ in Betrieb, das über einen Saal für bis zu 400 Gäste sowie bis zu 2000 Sitzplätze in einem Gartenbereich verfügte. Nach dem Tod des ersten Eigentümers wurde das Lokal 1920 verkauft und weitergeführt, 1931 sogar Autoverkehr dorthin zugelassen. Ab etwa 1930 ergänzte ein Tierpark das Angebot mit zwei Zirkuslöwen (gestiftet von Zirkus Sarrasani), Bären, Affen, Vögeln und Reitesel. 1944 beschädigte eine Luftmine das Gebäude stark. In den 1950er Jahren erfolgte der Abriss des durch Hochwasser weiter geschädigten Gebäudes.

## Renaturierung

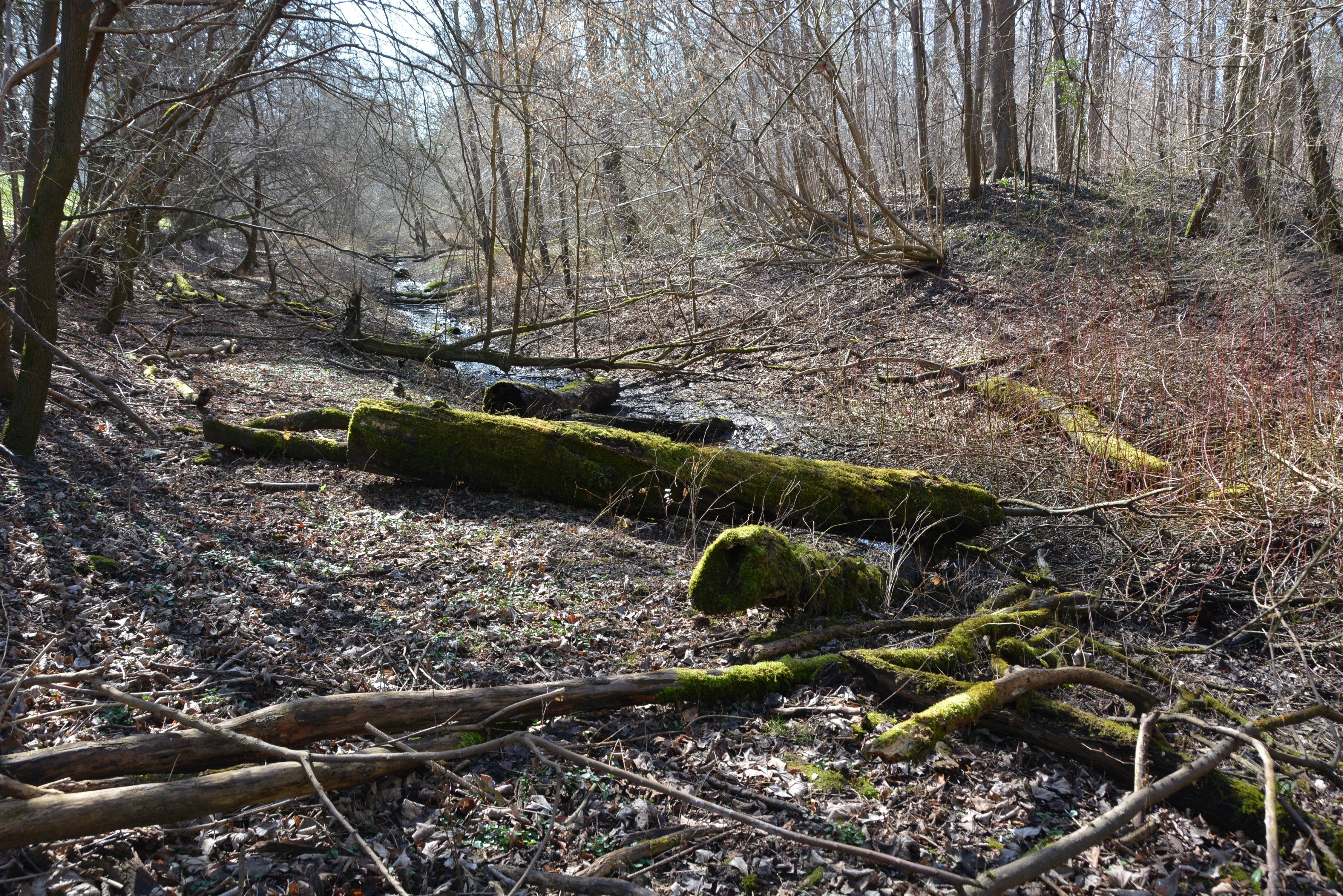
Altrheinarm „Schlauch“, fast trocken gefallen

2015 wurde der durch den Waldpark führende „Schlauchgraben“ renaturiert. Dieser schmale Altrheinarm war seit Jahren teilweise verlandet. Er wurde zur Verbesserung der Gewässermorphologie im südlichen Naturschutzgebiet „Bei der Silberpappel“ in Höhe Rheinkilometer 418,6 an die „Hagbau“-Schlute angeschlossen. Auch zum Nutzen der heimischen Amphibienfauna ist damit die Erwartung verbunden, dass an etwa 155 Tagen im Jahr Wasser durch den „Schlauchgraben“ zum „Bellenkrappen“ und von dort aus weiter in den Rhein fließt.